# Santa Sofía Río Playa
Santa Sofía Río Playa är en ort i Mexiko.   Den ligger i kommunen Loma Bonita och delstaten Oaxaca, i den sydöstra delen av landet, 400 km sydost om huvudstaden Mexico City. Santa Sofía Río Playa ligger 59 meter över havet och antalet invånare är 105.
Terrängen runt Santa Sofía Río Playa är huvudsakligen platt, men åt nordväst är den kuperad. Runt Santa Sofía Río Playa är det ganska glesbefolkat, med 24 invånare per kvadratkilometer. Närmaste större samhälle är Playa Vicente, 11,0 km nordost om Santa Sofía Río Playa. Omgivningarna runt Santa Sofía Río Playa är en mosaik av jordbruksmark och naturlig växtlighet.